# Sally Ride
Sally Kristen Ride (født 26. maj 1951 i Los Angeles, død 23. juli 2012) var en amerikansk astronaut og professor, og den første amerikanske kvinde i rummet. Hun var ikke første kvinde i rummet idet to andre kvinder kom hende i forkøbet: Valentina Tereshkova (1963) og Svetlana Savitskaya (1982), begge fra det tidligere Sovjetunionen.
Bachelor i engelsk og fysik fra Stanford University i Palo Alto, Californien. Hun fik senere Ph.d i fysik ved samme universitet medens hun udførte forskning i astrofysik, generel relativitet og fri-elektron laserfysik. Hun blev i 1983 den første amerikanske kvinde i rummet, som medlem af besætningen på Challengers mission STS-7. Hun har samlet tilbragt over 343 timer i rummet.
Ride forlod NASA i 1987, for at arbejde ved Stanford Universitys Center for International Sikkerhed og Våbenkontrol. Hun var siden professor i fysik ved University of California, San Diego.
Sally Ride var den eneste der har været medlem af begge kommissioner til undersøgelse af rumfærgeulykker, dels Rogers-kommissionen (Challenger) og dels rumfærgen Columbia.
Hun optrådte nu og da i tv-shows og i reklamer, og var forfatter til flere børnebøger om rummets udforskning.